# The Midwife's Tale
Pour plus de détails, voir Fiche technique et Distribution.
The Midwife's Tale (L'histoire d'une sage-femme) est un film américain écrit, réalisé, produit et monté par Megan Siler, sorti en 1995.

## Fiche technique
- Titre : The Midwife's Tale
- Réalisation : Megan Siler
- Scénario : Megan Siler
- Productrice : Megan Siler
- Producteur associé : Francesca Prada, Michael Lowe
- Production :
- Monteuse : Megan Siler
- Pays de production :  États-Unis
- Langue d'origine : anglais
- Lieux de tournage :
- Genre : Romance saphique
- Durée : 75 minutes (1 h 15)
- Date de sortie :
  - États-Unis : 1995

## Distribution
- Stacey Havener : Lady Eleanor
- Gayle Cohen : Gwenyth
- Carla Milford : Emma
- Anthony Shaw Abaté : Lord William
- Ben Prager : Père Sumnor
- Mitchell Anderson : Sir Giles
- Antonia Kitto : Morgan
- Kathleen Turco-Lyon : la voix de Gwen / la voix de la narratrice
- Delbert Spain : le physicien
- Jeanne Bascom : la vieille sage-femme
- Keith Green : Sir Palamon
- Heather Newville : Eleanor jeune
- Paul W. Lancraft : l'inquisiteur
- Amy Resnick : la voix d'Ellen
- Mark Lawrence : le garde